# Deep End
Deep End (conocida como La muchacha del baño público o Zona profunda en Latinoamérica) es una película germano-británica dirigida por Jerzy Skolimowski y protagonizada por Jane Asher y John Moulder-Brown. Ambientada en Londres, la película se enfoca en la relación de dos empleados de una piscina pública. Ha recibido críticas positivas de parte de la prensa especializada, con Andrew Sarris comparándola con las mejores producciones de Godard, Truffaut y Polanski.

## Sinopsis
Mike, un joven de 15 años, consigue un modesto empleo en una piscina pública. Allí se obsesiona con Susan, una atractiva joven que trabaja allí como asistente. Aunque Susan está comprometida, Mike empieza a hacer todo lo que está a su alcance para sabotear su relación y quedarse con la chica.

## Reparto
| - Jane Asher como Susan. - John Moulder-Brown como Mike. - Karl Michael Vogler como instructor. - Chris Sandford como Chris. - Diana Dors como cliente de Mike. - Louise Martini como prostituta. - Erica Beer como cajera. - Anita Lochner como Kathy. - Annemarie Kuster como recepcionista del club nocturno. - Cheryl Hall como la chica de los hot dogs. - Christina Paul como chica de blanco. | - Dieter Eppler como Stoker. - Karl Ludwig Lindt como administrador. - Eduard Linkers como dueño del cine. - Will Danin como policía. - Gerald Rowland como amigo de Mike. - Bert Kwouk como el hombre de los hot dogs. - Ursula Mellin como cliente de Mike. - Erika Wackernagel como madre de Mike. - Uli Steigberg como padre de Mike. - Peter Martin Urtel como policía. - Jerzy Skolimowski como un pasajero. |